# Mark Mangini
Mark Mangini (Boston, Massachusetts, 31 augustus 1956) is een geluidseditor die aan meer dan 125 films heeft bijgedragen. Hij won de Oscar voor beste geluidsbewerking samen met David White voor hun werk aan Mad Max: Fury Road en met het geluidsteam van Dune de Oscar voor beste geluid.
Mangini staat bekend om het opnemen en bewerken van het nieuwe brullen van Leo the Lion, de MGM- leeuwmascotte (ironisch genoeg werden tijgergeluiden gebruikt voor het effect).
In april 2017 werkte Mangini samen met Pro Sound Effects om The Odyssey Collection uit te brengen, ontwikkeld vanuit zijn persoonlijke geluidsbibliotheek die hij zijn hele carrière bij partner Richard L. Anderson had opgebouwd.
Mangini is van Italiaanse afkomst.

## Oscar-nominaties
Mangini heeft de volgende nominaties ontvangen voor Best Sound Editing .
- 59ste Academy Awards (1986): genomineerd voor Star Trek IV: The Voyage Home. Verloren aan Aliens.[7]
- 65ste Academy Awards (1992) : genomineerd voor Aladdin. Verloren aan Bram Stoker's Dracula.[8]
- 70ste Academy Awards (1997): genomineerd voor The Fifth Element. Verloren aan Titanic.[9]
- 88ste Academy Awards (2015): gewonnen voor Mad Max: Fury Road.[10]
- 90ste Academy Awards (2017): genomineerd voor: Blade Runner 2049. Verloren aan Dunkirk.[11]
- 94ste Academy Awards (2021): gewonnen voor: Dune.